# Мишев, Мишо
Мишо Димитров Мишев (23 июля 1911, с. Бойница (ныне Видинская область, Болгария) — 3 февраля 1984, София) — болгарский политический и государственный деятель, Герой Социалистического Труда НРБ. Генерал-лейтенант.

## Биография
В юности стал членом рабочего молодёжного союза. В 1932 окончил педагогическое училище. Работал учителем, но за коммунистические взгляды был уволен по Закону о защите государства. Вступил в БКП. До 1938 года занимал партийные должности в Кула и Софии. Был секретарём одного из областных комитетов БКП.
В 1939 году арестован и до 1942 находится в Крестопольском концлагере. Освободившись, перешёл на нелегальное положение. Участник Движения Сопротивления Болгарии.
С 1944 сражался в Радомирском партизанском отряде.
После прихода к власти коммунистов, в рядах Болгарской народной армии продолжил борьбу с фашистской Германий. Служил инструктором политотдела Министерства обороны Болгарии.
С марта 1945 года — политинструктор в 1-й болгарской армии. В 1953 г. окончил Военную академию в Софии.
В следующем году — кандидат в члены ЦК БКП. В 1956—1962 — начальник Главного политического управления Болгарской народной армии.
Член ЦК БКП (1958—1984). С 1962 по 1968 год — председатель Комитета по труду и работной плате, министр труда и социальной политики (1968—1974). Председатель Центрального совета Болгарских профессиональных союзов (1974—1981). Член Госсовета Болгарии с 1974 года, секретарь ЦК БКП с 1979 по 1986 год.
Избирался народным представителем во время III (1957—1962), IV (1962—1966), V (1966—1971), VI (1971—1976), VII (1976—1981), VIII (1981—1986) Народного собрания.

## Награды
- Герой Народной Республики Болгария (1981)[1]
- Герой Социалистического Труда НРБ[2]
- Орден Георгия Димитрова